# Lijst van beschermd erfgoed in de gemeente Dippach
In deze lijst van beschermd erfgoed in de gemeente Dippach zijn alle geclassificeerde nationale monumenten van de Luxemburgse gemeente Dippach opgenomen.

## Monumenten per plaats

### Bettange-sur-Mess(Betten op der Mess)
| Object                             | Bouwjaar/architect | Locatie | Datum beschermd?      | Coördinaten | Afbeelding |
| ---------------------------------- | ------------------ | ------- | --------------------- | ----------- | ---------- |
| Klooster van Bettange, poortgebouw |                    |         | 10 december 1982 (MN) |             |            |

### Schouweiler(Schuller)
| Object | Bouwjaar/architect | Locatie             | Datum beschermd?      | Coördinaten | Afbeelding |
| ------ | ------------------ | ------------------- | --------------------- | ----------- | ---------- |
| gebouw |                    | 98, route de Longwy | 30 april 2010 (MN)    |             |            |
| huis   |                    | 1, rue des écoles   | 12 december 2010 (MN) |             |            |

## Bron
- Liste des immeubles et objets classés monuments nationaux ou inscrits à l'inventaire supplémentaire